# 松下三郎
松下 三郎（まつした さぶろう、1935年〈昭和10年〉9月1日 - 2020年〈令和2年〉4月19日）は、日本の柔道家。段位は講道館柔道九段。

## 来歴
鹿児島県日置郡吹上町 （現在の鹿児島県日置市吹上町）で生まれる。吹上町立伊作小学校を経て、吹上町立伊作中学校在学中に先輩の誘いで柔道と出会い、稽古に参加するようになった。
鹿児島商業高等学校進学後は野球部に入部したものの、ボール拾いやランニング、古いボールの繕いといったことの連続で練習の機会が無かった。そんな折、母校である伊作中学校に立ち寄った際に剣道の先生から柔道をやるよう勧められたこと、柔道部の顧問から勧誘されたことを理由に柔道部に転部し、県大会やインターハイに出場した。また在学中に林岩三や吉松義彦から指南を受け、吉松との稽古の際に吉松の絞技で首を絞められて気を失うこともあったという。
鹿児島商業高等学校卒業後、日本大学に進学。神永昭夫の好敵手として活躍し、全日本学生選手権を2度制したり、2年生の時に全日本学生柔道親善使節の代表選手としてアメリカ合衆国へ遠征したりした。また、1957年に行われた全日本選抜大会を観戦していたBBC日本語部長から留学を招聘されて、イギリスへ留学。留学先のロンドンでは、語学学校に通いながら柔道を指導し、週末にはイングランド、スコットランド、ウェールズなどで講習会やデモンストレーションを行う日々を過ごした。また、毎年ロイヤル・アルバート・ホールで観衆を集めて柔道大会を開催した。
1958年に帰国し、日本大学経済学部商業学科を卒業。それと共に引退し、指導者として活動。
日本大学教授、全日本柔道連盟副会長、同専務理事、同広報委員長、日本オリンピック委員会理事、講道館理事、同監事、同道場指導部長、日本ユニバーシアード委員会委員長などを歴任し、外務省文化使節としてエジプト、エチオピア、ケニア、南アフリカ共和国、コンゴ、セネガルを訪問して巡回指導するなどした。また、2003年夏季ユニバーシアードや2005年夏季ユニバーシアードでは日本選手団団長、2004年アテネオリンピックでは日本選手団本部役員を務めた。
2020年4月15日、体調が悪化し、神奈川県内の医療機関に搬送。翌16日にSARSコロナウイルス2の陽性が確認され、集中治療室に入っていたが、同月19日、新型コロナウイルス感染症による肺炎で死去。84歳没。